# Úmluva o potlačování obchodu s lidmi a využívání prostituce druhých osob
Úmluva o potlačování obchodu s lidmi a využívání prostituce druhých osob je mnohostranná smlouva zakazující nucení žen a dětí k prostituci. Úmluva byla přijata v Lake Success, New York, 21. března 1950 a v platnost vstoupila dne 25. července 1951. Československá republika přistoupila k úmluvě v roce 1958. Smlouvu do roku 2007 ratifikovalo 74 států a 5 dalších ji podepsalo.
Úmluva nebyla vyhlášena ve sbírce zákonů. Úmluva prakticky neumožňuje legalizaci prostituce, proto bylo vládou České republiky v roce 2005 navrženo její vypovězení, což však Poslanecká sněmovna Parlamentu České republiky odmítla.

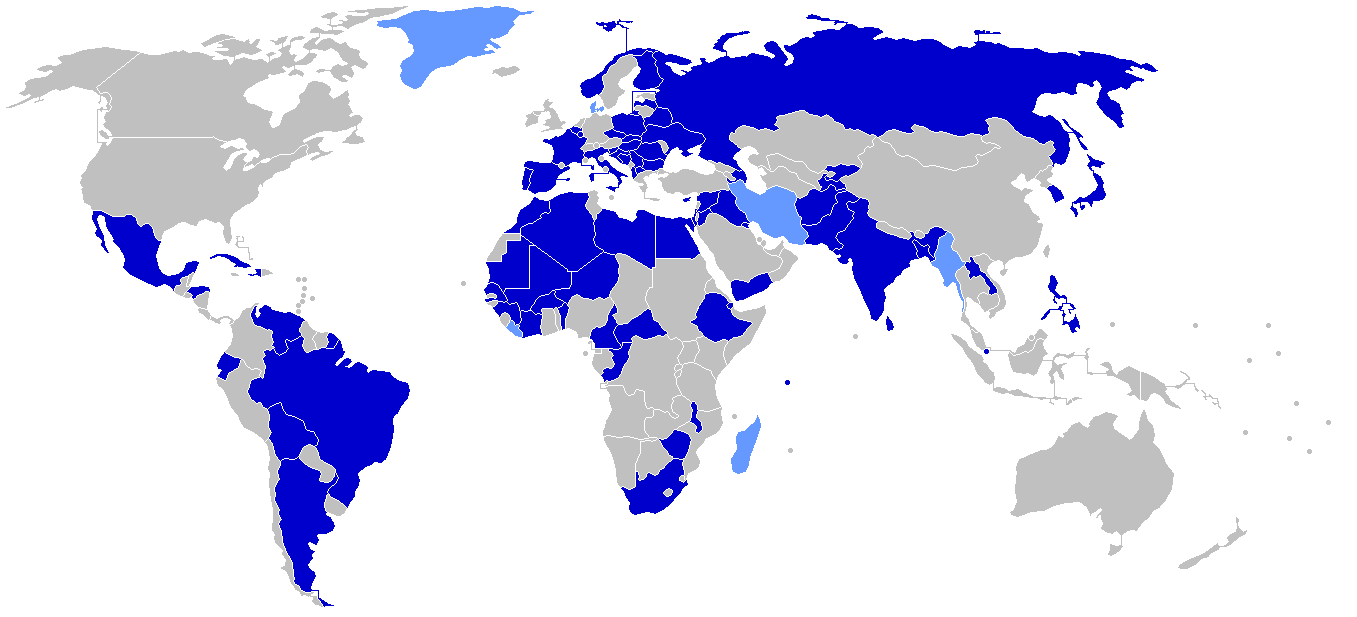
Účastnické státy úmluvy. V tmavomodré barvě jsou státy, které úmluvu ratifikovaly, v blankytné jsou státy, které úmluvu pouze podepsaly